# Provincia de Bahía
La provincia de Bahía (en portugués: província da Bahia) fue una unidad administrativa y territorial del Imperio del Brasil desde 1821, creada a partir de la capitanía de Bahía. Luego de la proclamación de la República el 15 de noviembre de 1889 pasó a convertirse en el actual estado de Bahía.

## Topónimo
Los topónimos «Bahía» y «Baía» usados para referirse a la provincia son una referencia a la bahía de Todos los Santos, que dio nombre en un principio, a la capitanía de la Bahía de Todos los Santos. La capitanía fue transformada en 1821 en la provincia de Bahía. En 1889, se trasformó en el actual estado de Bahía.

## Política

### Legislatura Provincial
La primera Constitución de Brasil (otorgada por el emperador Pedro I el 25 de marzo de 1824) no preveía la delegación de las facultades legislativas a las provincias del imperio. Por otra parte, los órganos deliberativos establecidos sobre temas generales de interés provincias, llamados Consejos Generales.
Esta situación se prolongó durante diez años, hasta la creación de las Asambleas Legislativas Provinciales, por el Acta Adicional de 1834. Inicialmente, las sesiones de la asamblea legislativa provincial duraron dos meses y con sujeción a las extensiones.
El 27 de junio de 1835 se estableció como el comienzo de los trabajos de las asambleas, que se llevarían a cabo el 1 de marzo de cada año. Con la Ley N.º 1 del 25 de marzo de 1846, cambió la instalación al 1 de octubre. Estas fechas eran modificables por los presidentes de cada provincia. La mesa directiva de la asamblea era elegida después de la instalación de la misma y su mandato era de un mes, con reelección permitida.
El conjunto de las Asambleas se encargaba de legislar sobre asuntos provinciales y municipales, como la educación pública (con exclusión de la educación superior); expropiación por causa de utilidad pública; presupuesto; supervisión del gasto público; creación de puestos de trabajo y la fijación de salarios; obras públicas, carreteras y el transporte marítimo, dentro de la provincia; construcción de cárceles, casas de ayuda públicas y asociaciones religiosas; controlar los actos del Presidente de la provincia en relación con los empleados provinciales; etc.

### Presidente de la provincia
El presidente de la provincia no tenía mando, y podía ser exonerado de su ausencia. Se debe principalmente a la posibilidad real de la falta de informes líder directamente al emperador y su ministerio, fueron elegidos por los vicepresidentes de la Asamblea Local, teóricamente capaces de ejercer temporalmente el puesto vacante hasta que el nuevo presidente fue designado por la Carta Imperial y tomó posesión del cargo. La elección del Presidente y el papel que debía desempeñar se acordó con la definición de los artículos 165 y 166 de la Constitución Imperial:
«Artículo 165: Habrá en cada provincia un presidente nombrado por el emperador, quien lo podrá remover, cuando convenga para el buen servicio del Estado».
«Artículo 166: La ley designará sus deberes, poderes y autoridad, cuando convenga para un mejor desempeño de su administración».